# Николай Гринко
Николай Григориевич Гринко (на украински: Микола Григорович Гринько; на руски: Никола́ѝ Григо́рьевич Гринько́) е украински (съветски) театрален и киноактьор.

## Биография
Родителите на Николай Гринко са актьори в „Украинския работническо-селския передвижнически театър“. Самият той се готви за актьорска кариера, но настъпването на Втората световна война осуетява плановете му. На фронта Гринко служи като стрелец-радист в авиополк.
След края на войната (1946 г.), започва работа, първо като помощник-режисьор, а след това, като театрален актьор. Играе в театрите из Запорожието и Ужгород. От 1955 г. е актьор и художествен ръководител на Киевския естраден оркестър „Днепро“.
За пръв път в киното Николай Гринко участва с малка роля в „Тарас Шевченко“ (1951) на режисьора Игор Савченко. В продължение на десет години не се снима в други филми. Първата му значима изява като киноактьор е в „Мир за новороденото“ (1961) на Александър Алов, който печели „Златен лъв“ на кинофестивала във Венеция. Гринко изпълнява ролята на американски войник от „Съюзниците“. Любопитна подробност е, че американските кинокритици на фестивала остават с убеждението, че персонажът му е техен сънародник.
От 1963 г. Гринко работи към киностудията „Довженко“, но там не му поверяват значими роли. Филмовата му кариера е свързана най-вече с „Мосфилм“. За тази кинокомпания той изиграва над сто роли: учени, селяни, партизани, офицери, войници, монаси. Заради умението му да се превъплъщава в най-различни персонажи е канен за участие в продукции в България, Чехословакия, Германия, Норвегия. Поради спецификата на гласа му, често Гринко е озвучаван от други актьори.
През 1973 г. актьорът получава почетното звание „Народен артист на Украинската ССР“.
В историята на киноизкуството, Николай Гринко ще остане преди всичко с ролите си във филмите на Андрей Тарковски, на когото е любим актьор. Той участва във всички пълнометражни ленти на големия режисьор, снимани в Русия: „Иваново детство“, „Андрей Рубльов“, „Соларис“, „Огледало“ и „Сталкер“.

## Избрана филмография
- 1961 „Мир за новороденото“, американски войник
- 1962 „Иваново детство“, подполковник Грязнов
- 1966 „Андрей Рубльов“, иконописецът Данил Чорни
- 1968 „Война и мир“, Десал
- 1969 „Сюжет за неголям разказ“, Антон Чехов
- 1972 „Соларис“, бащата на Крис Келвин
- 1974 „Огледало“, директора на печатницата
- 1975 „Приключенията на Буратино“, татко Карло
- 1975 „Изчезналата експедиция“, професор Смелков
- 1975 „Афоня“, чичо Йегор Лешев
- 1976 „Аты-баты, шли солдаты...“, полковник командир на Константин
- 1979 „Сталкер“, Професора
- 1979 „Приключенията на Електроник“, професор Гримов
- 1984 „Неизвестният войник“, дядо Кроша
- 1986 „Милион в брачната кошница“, дядо Симон